# 青いブリンク
『青いブリンク』（あおいブリンク）は、手塚治虫がキャラクタデザインを手がけ原案・総監督を務めたアニメ作品で1989年4月7日 - 1990年3月16日にかけてNHKのNHK総合の毎週金曜日の19時30分から20時までの枠で、全39話が放送された。NHKエンタープライズ、手塚プロダクションで制作されたが、手塚治虫は制作中に逝去した。

## 概要
ソビエト連邦で制作された長編アニメ映画「せむしの仔馬」をアレンジした作品である。
第5話までのあらすじを仕上げたところで手塚が急逝し、『ジャングル大帝』と並んでアニメにおける遺作となった。手塚はメインキャラクターデザイン、物語構成（20話分のストーリー案）、そしてパイロットフィルムの絵コンテと原画を担当した。パイロットフィルムの一部は、カケルとブリンクの出会い、ブリンクとの再会と旅立ち、ホロ王子の城での戦いの場面と、第1話に使用されている。
本放送時には、本編終了後、人形のブリンクが案内役を務める「ブリンクの不思議大図鑑コーナー」があった。これらは再放送のときはカットされ、VHS版・DVD版にも収録されていない。NHKアーカイブスで登録されている1話目では見ることができる。
また、本放送の1週間前（1989年3月31日）に同じ時間帯（夜7時30分〜）で、「“青いブリンク”出発進行 -手塚アニメの魅力-」と題して、当番組の特番を放送した。当時のNHKにしては珍しいことである。このときは、ゲストに石ノ森章太郎を迎え、案内役を丹波役の小林克也や、ブリンク役の土家里織などの出演者が務めた。なお、朝日新聞の縮小版、1989年4月7日付け朝刊（東京本社版）には、写真付で当番組の紹介文が掲載されている。写真のタイトルは、「ブリンクと少年カケル」。
映像ソフト化については、VHS版・DVD版がリリースされたが、現在は廃盤となっており、Blu-ray版はリリースされていない。
Amazon Prime VideoやバンダイチャンネルやU-NEXT等にて動画が配信されている。

## ストーリー
謎の組織に誘拐された父親を助けるため、仲間たちと共に旅をすることになった少年カケル。弱虫だったカケルもブリンクや仲間たちとの交流を通じ、次第に困難に立ち向かう勇気を身につけていく。

## 登場人物

### 主要人物
四季カケル
声 - 野沢雅子
この物語の主人公。12歳。
四季春彦の息子。休みを利用して山のコテージに住んでいる春彦のもとへ遊びに行く途中弱りかけているブリンクと出会う。その後ブリンクとは友達になるが、留守中春彦が何者かに誘拐されてしまい助け出すためにブリンクと共に旅立つ。とても心優しく正義感が強いが怖い話を聞いたり状況に出くわしたりすると急に弱虫になり臆病になる。だがブリンクの発する雷球を受けることで人が変わったように果敢な行動を取る。しかしこの雷球はそのような効果は無く、いわゆる自己暗示のようなものからで、心の奥底には素晴らしい勇気があることが分かる。ブリンクや丹波たちの協力を得ながら様々な人たちと出会い、カケル自身大きく成長していく。ブリンクとの友情関係は固く、オペラタウンでブリンクが操られていた時は身を挺してブリンクに呼びかけ、ブリンクからピラミッドパワーを追い出したほどである。
ブリンク
声 - 土家里織
この物語のもう一人の主人公。宇宙からやってきた不思議な青い子馬で雷獣。弱っていたところをカケルと春彦に助けられる。雷獣であるためエネルギー源は電気（コンセントや落雷から吸収できる）。姿を消したり（人を乗せて）空を飛ぶことができる。ウサギのような長い耳から電撃を射出して攻撃する。また、頼りなくなったカケルに「カケルくん、勇気をあげる!」と言い、電球を射出して勇気を与える。とても純粋な心の持ち主で、第9話ではゴロポックル達にとても澄んだ目をしていると言われている。自身に対する欲望はなくコバルト島でみんなが幻覚を見ている中ブリンクだけは幻覚に騙されていなかった。命の恩人であるカケルの父親を助けることがブリンクにとっての一番の望み。そのために自身の命をかける覚悟まで持っている（ミルキーホワイトの空中神殿にてカケルの願いが叶うならと自ら生贄になろうと考えていた）。普段は充電（または電気を補充、温存）のため、毛玉のように丸くなってカケルの腕の中にいる。
四季春彦
声 - 納谷悟朗
カケルの父親で童話作家。グロス皇帝の秘密や行動などがテレパシーという形で分かるらしく（本人はそうだとは気づいていない）、それをもとに話を書いていた。春彦自身この童話はライフワークにするつもりだったので、自費出版予定だったがバレるのを恐れたグロス皇帝の命令を受けたオートバイ集団に誘拐される。助けにくるカケルから完全に離すため、ほぼ毎回幽閉先を変えられている。終盤では春彦とグロス皇帝の関係が明らかになる。絵本版とゲーム版では、グロスの正体のシーンはカットされている。
キララ姫
声 - 伊藤美紀
第3話に初登場。ローズ館のお姫様。8歳。見た目はかわいらしく、姫らしく身だしなみやおしゃれには気を使うが年齢相応に非常にわがまま。野菜類は大嫌いでお菓子が大好き。なんでもお金で決めてしまうくせがあり、常に電卓を持ち歩いている。欲しいものや珍しい動物（ブリンクやテンのルンパッパなど）はもちろん気分を害したり迷惑をかけたことに至るまで全てお金で決めてしまい、毎回カケル達を振り回している。第3話で幽閉されている父親を助けに来たカケル達に初めて出会い、カケル達をクイズで困らせたが最後の問題の答えの際に外の世界を初めて目にし、父親の行方を教えるという条件でカケル達の旅に同行することに。実はグロス皇帝の姪でありグロスおじさまと呼び慕っている。カケルの父親を誘拐したのはグロス皇帝であることを知って一時ショックを受けてしまうが、「叔父様でも悪い奴は悪い奴」と自らそれを理解し、その後もカケル達に同行する。グロス皇帝からもらった王冠を大切にしていたが、後にその王冠がホロ王子によって自分をカケルたちに敵対するよう操るためだと知り、これをきっかけに完全にグロス皇帝と決別した。
丹波
声 - 小林克也
旅の移動手段となるおんぼろボンネットバスの運転手。28歳。たまにカケルたち以外の客も乗せることもある。腕っぷしが良く力持ち。力関係時には一番の頼りになる。女性にはかなり弱いところがあるが、キララ姫のお世辞に簡単に乗ってしまう。バスの後部パネルには「お迎えでごんす」が描かれている。策略にはまったときなどに言う「やってくれるぜ!」が定番のセリフ。途中からカケルの旅のためだけに、職を投げ打つ覚悟でコースを外して走ってくれていた。
ニッチ&サッチ
声 - 緒方賢一（ニッチ）、吉村よう（サッチ）
丹波のバスの中で出会った二人組の泥棒。痩せて背の高い方が兄貴分のニッチ、丸っこい方が弟分のサッチ。ニッチが37歳、サッチが35歳。初めはブリンクを狙ってカケルたちの旅に付いてきていたが、いつの間にかカケルの父親探しのメンバーになる。たまに成り行きで悪いことに手を出すが、大概は失敗に終わっている。しかしこの泥棒としての行動が時として敵の情報仕入れ、春彦の安否確認など役に立つときもある。他の手塚作品にも登場している。
グロス皇帝
声 - 加賀谷純一
自身の秘密、計画などの発覚を恐れ、カケルの父親である春彦をさらった人物。全身黒い兜やマントの姿で素顔を隠していて、カケルたちの前に姿を現すこともあるが、いつも実体がない（ホログラム映像のようなもの）。キララ姫、ホロ王子の叔父にあたる。春彦の幽閉先を次々変え、それを追うカケルたちの行く手に毎回刺客を送り阻む。カケルたちが向かう街や村に、場所によっては何かしらの支配や悪影響を及ぼしている。また、大の虫嫌いである。終盤で春彦との関係が明らかになる。

### その他
ホロ王子
声 - 速水奨
第1話に登場。年中雨が降り続けるビリジアン村を支配している王子。グロス皇帝の甥にあたる。雨続きで困っている村人達から天気を自在に操る仮面太陽を動かす条件を出して大量の貢物を要求し苦しめていた。カケルたちが最初に戦う相手で、仮面太陽を使ってカケル達を苦しめたが中身が機械仕掛けなのを見破られ仮面太陽を壊されてしまい敗れる。終盤で再登場し、キララ姫を操ったりブリンクの力を利用して機械を操ったりと前以上にカケルたちを苦しめたが、勇気あるカケルを前に完全敗北した。マダムグレイにも開発した機械を贈っており機械作りが得意な様子である。
ネリ
声 - 鷹森淑乃
第2話に登場。グレイタウンに住む少女。物腰が柔らかい性格。町の人たちに襲われているところをカケル達に助けてもらう。ホロ王子の機械のせいで母親が金の亡者になってしまったことと町の人たちがそれに苦しみ母親を憎んでいることにいつも心を痛めている。最終的には町の人たちに牛を安くすると話をつけ町の人たちの乗り込みを鎮めた。
マダムグレイ
声 - 巴菁子
第2話に登場。ネリの母親。グレイタウンのグレイ牧場の主。ホロ王子が開発した生き物を立体から平面にさせる機械で沢山の牛などの家畜を隠し、町の人たちに肉や牛乳を高く売りつけて金儲けをしていた。父親の行方を探しに来たカケル達にはじめは騙したり重労働させたり銃を向けたりと邪険な態度を示していたが暴走した牛の群れから助けてくれたりネリの説得で最後に行方を教えてくれた。
シャラク王子
声 - 松岡洋子
第3話に登場。ローズ館の『7つのクイズに全部正解したらキララ姫と結婚』というおふれを聞き西の国からやってきた王子。カケル達と出会う前に一度クイズに挑戦したらしく最後の問題が答えられず汗かき室というお仕置き部屋に入れられ命からがら逃げてきたが途中道路に倒れてしまいカケル達と出会うことになる。その後再度クイズに挑戦したが結局また汗かき室に入れられ伸びてしまった。
トビ
声 - 坂本千夏
第4話に登場。アイボリー城増築を阻止するため、それに使われる材料の星くず石を持ち出し両親と共に逃げてきた少年。警部達に追われ裏切り者がいることを知らせるために両親が囮になり逃がしてくれたが怪我を追ってしまいカケル達と出会う。
ユリイカ
声 - 吉田美保
第4話に登場。城増築反対運動の仲間の一人。警察に捕まったと思われたトビ達を心配していた。ニッチや丹波が一目惚れするほど美人だが既婚者。
アイボリー・ゴースト
声 - 稲葉実
第4話に登場。アイボリー城の城主。世界一の会議室や宴会場を作るという夢を実現するために住民の反対を押し切り、町の日当たりを悪くさせるほどの城の増築を行う。グロス皇帝とは面識がある模様。
警部
声 - 北村弘一
第4話に登場。星くず石を持ち出し逃げてきたトビ達を追ってきた警部。歯向かうものには容赦なく威嚇射撃をする。かつて増築反対運動を起こした住民を武力を使って鎮圧させていた。
少年
声 - 折笠愛
第5話に登場。イエロータウンに住む少年。盗賊から逃げる際に壊れてしまったボンネットバスを修理してくれる。盗賊に金品を全部盗まれてしまい町ではもはやお金は意味がないため修理代に食べ物を要求。金品と共に両親の形見も盗まれてしまったらしく悲観していたがドギツラを倒したことで形見が戻り、嬉しそうにカケルにお礼を言った。
ヨサック
声 - 滝口順平
イエロータウンのイエロー砦に住む熟年男性。キララ姫とは遠縁の叔父関係。父親を返すよう取り計らいをする代わりにカケル達に街の人たちのお金や財宝を奪い苦しめている妖怪ドギツラを倒してほしいと頼む。だが実はドギツラが化けた偽物であり、本物はドギツラのぬいぐるみを着せられ地下に幽閉されていた。カケル達により助けだされた。
妖怪ドギツラ
声 - 滝口順平
第5話に登場。盗賊と結託して、街の人たちのお金や財宝を全て奪っている妖怪。本物のイエローを幽閉し変装してなりすましていた。カケル達に見破られついに正体を表す。頬を膨らませ鼻からカメレオンの舌のようなものを飛び出して攻撃する。カケル達に追い詰められて気球船の大砲で反撃するがブリンクの機転で自らの大砲を浴び爆発、気球船もろとも落ちていった。
アイファリ
声 - 三浦雅子
第6話に登場。ブルータウンに向かう途中の木になっていた果物から変化して現れた妖精。人形のように可愛らしく人懐っこい。不思議な力を持ち、人に触れたり粉のようなものを撒くことで人々に安らぎを与える。ボスに住処を見つけ出され燃やされそうになるが丹波の作戦とカケル達の活躍によりことなきを得る。父親探しの旅に戻るカケル達を笑顔で見送りながら住処の木に戻っていった。丹波曰く、昔からこの木の実を食べてはならないという伝説があるとのこと。
ボス
声 - 富田耕生
第6話に登場。ブルータウンの町外れの豪邸に住む主人。住民たちを働かせ用心棒を使い稼ぎの一部や土地代を巻き上げ荒稼ぎをしている。アイファリの存在を知っておりいつかは現れるだろうと警戒していた。人の心を読む力があり、カケルを騙してアイファリの住処を見つけ出し燃やそうとする。だが、丹波の作戦で心を読む力が仇となり阻止された上、アイファリによって心に安らぎを得、自首した。
主人
声 - 北村弘一
第6話に登場。ブルータウンで靴屋を営んでいる老人。町の人たち同様に寝る間も惜しんでひたすら仕事をしていたがアイファリの力で安らぎを得てのんびりと仕事をし、孫と楽しく過ごすようになる。
ヨー、ジンー、ボー
声 -  小野健一（ヨー）、菅原淳一（ジン）、荒川太郎（ボー）
第6話に登場。ボスのもとで用心棒をしている男3人組。三つ子で容姿そっくりだが帽子とネクタイの色が違う。口出ししてきた丹波に『ナイフのヨー、マイク（爆弾）のジン、拳銃のボー。三人揃って用心棒』と自己紹介してくる。
ヘンリー
声 - 富山敬
第7話に登場。モスグリーンの外れの港町に住む老人。モスグリーン・カーレース拡大のために造られた橋のせいで魚が取れなくなり漁業に影響が出てしまい、優勝して領主に橋を無くしてもらおうとしていた。今年から参加条件が二人以上でないとできないということで参加を諦めていたがキララ姫の好意を受けパートナーになってもらい出場。最終的に丹波と競うことになるがクロスの妨害を受けて橋が壊れてしまうが自らの車を台にして丹波のバスをゴールさせようとする。だが、人々の生活がかかっていたためカケルを人質に脅して優勝を横取りしようとするがカケルが優勝を譲るという言葉に目を覚まし諦めようとするが、キララ姫の『願いことを二つにしてほしい』という願いで二つにしてもらいカケルと同時に願いを叶えてもらった。
モスグリーン男爵
声 - 藤本譲
第7話に登場。車好きで有名な男爵。モスグリーン・カーレースの主催者でもある。毎年カーレースの優勝者の願いを何でも叶えてくれる。キララ姫から『願いことを二つにしてほしい』という願いに戸惑っていたが悪い噂を流すという脅しに負けてしまい折れてしまった。
カネアリ
声 - 荒川太郎
第7話に登場。モスグリーン・カーレースの参加者の一人。大金持ちの息子であり、すべてオーダーで作らせた車で参加。参加条件を満たすためにキララ姫をパートナーにしたがあまりのわがままに呆れていた。実はこのカーレースが初めての運転でわかば。運転の仕方が分からず結局暴走した挙句に木に激突し壊れてしまった。
クロス
声 - 加賀谷純一
第7話に登場。モスグリーン・カーレースの参加者の一人。レース直前に相方がトイレから戻ってこずに困っていたが（ニッチとサッチが車に乗り込むために相方を閉じ込めていた）成り行きで渋々ニッチサッチをパートナーにし参加する。実はグロス皇帝がカケル達を排除するために送られた刺客で優勝は最初から狙っていなかった。最後までしぶとくカケルを狙ったがニッチに弾丸を盗まれ、最後にはブリンクに蹴り飛ばされ海に落とされた。
女王
声 - 吉田理保子
第8話に登場。肌が白く美しい姿。コバルト島に何でも欲しい物や望みが叶う遊園地を作り客達を楽しませている。だが、その城や遊園地はすべて幻であり実際は廃墟の城とガレキとゴミだらけの島、女王自身も仮の姿でシワだらけの老女であるが欲を持つ者には美しく見えてしまう（欲を持たないブリンクだけは幻に騙されなかった）動物が大嫌いで客が連れてきたペットたちは預かりと称して地下の牢屋に幽閉していた。自身の寿命を伸ばすために遊園地に遊びに来た客から命のエキスを奪い取ることが目的でありそれを取り戻すためにカケルと死闘の末カケルを追い詰めるが九官鳥に翻弄され命のエキスの玉を落としてしまい拾おうとして落ちてしまった。
チッピ
声 - 田中真弓
第9話に登場。レッドバルの外れの家に住む少年。町の子供達にいじめられていたところをカケル達に助けてもらう。実は国王であるレッド三世の息子でありれっきとした王子だが力が全てであるこの国で弱い者は王子の資格がないため勘当されている。争いや戦いごとは苦手。カケルの父親の情報を教えてもらうよう手紙を書く。条件としてサンドタイガーを退治するためカケル達と西の砂漠に行く事に。だが、サンドタイガーが怪我をしていることを見抜き、治してやったことで仲良くなる。このことがレッド三世に優しさも必要なことを教えることになった。
レッド三世
声 - 小林修
第9話に登場。チッピの父親でレッドバルの国王。掟でチッピを勘当しているが毎日心配はしており、手紙を持ってきたカケル達にチッピの様子を聞いていた。チッピにサンドタイガーを退治させたら春彦の情報を与えチッピの勘当も解くという条件をカケル達に出す。サンドタイガーを退治せず手懐けて連れてきたチッピを見て力だけでなく優しさも必要なのだと考えを改めレッドバルの制度に優しさも加えることになった。
サンドタイガー
声 - 不明
第9話に登場。西の砂漠の地獄の砂渦の底に住む巨大な虎。お宝もあるという噂があり度々お宝目的で忍び込む者たちにも容赦なく襲い掛かってくるため恐れられている。怪我を負っている中生まれて間もない子供を必死で守るために気性が荒くなっていた。カケル達にも同様襲いかかってくるがチッピの行動と言葉から敵意がないことを知るとおとなしくなり懐いてしまう。本来はとてもおとなしい性格。
ポロン
声 - 水谷優子
第10話に登場。親思いのとても優しい少女。珍しく丹波のバスに客として乗り込んだ。病で寝たきりの母親のために、どんな病にも効くイノチダケというキノコを探しにセピアの森に向かうためカケル達と同行することになる。不思議な笛を持ちその笛を吹くのが得意。この笛のおかげで音楽が大好きなゴロポックル達と仲良くなり、悪さをして封印され暴れていたゴロポックル達の荒んだ心を慰めることになった。
ゴロポックル
声 - 不明
第10話に登場。セピアの森に住む妖精。基本的には人間に害を与えないが森を荒らしたり傷つけた人間にはイタズラしてお仕置きする。音楽と踊りが大好き。封印されていた悪いゴロポックル達に女王を人質に取られ困っていた。
封印されていたゴロポックル
声 - 不明
第10話に登場。百年前、度が過ぎる悪さに女王に石に封印されていた妖精。迷い込んできたオートバイ軍団がぶつかったことにより封印が解け女王と春彦を人質に取っていた。春彦を助けにきたブリンク達と戦うがポロンの笛の音に心が慰められる。本当は十分反省はしており百年も封印されていたせいもあり鬱憤が溜まっていた。
女王
声 - 小宮和枝
第10話に登場。セピアの森を守りゴロポックル達をまとめている女王。封印が解けた悪いゴロポックル達に春彦と共に人質にされていた。とても綺麗な音のハープを持ち、このハープでゴロポックル達を封印したり枯れていたイノチダケを蘇らせたりする。
ラクルル
声 - 渕崎ゆり子
第11話に登場。テラスの町でパン屋を営んでいる少女。美味しく焼けたパンを町の人に振舞ったりカケルの父親探しに親身になって協力してくれたりととても優しい性格。Dr.ガリイの計画で三原色の人口太陽の影響で人格を変えられカケル達を疑ったり襲いかかったりしてくるが本人は全く覚えていなかった。
Dr.ガリイ
声 - 大滝進矢
第11話に登場。テラスの町のどこかに住んでいる博士。町のために三原色の太陽を作り人々からは慕われている。機械を自分だけの手足にし全てのものを支配したいと思っている。機械の鳥を使ってカケル達をおびき寄せ人口太陽を使ってラクルルをはじめ町の人たちの情緒を意のように操り幽閉している春彦の前で抹殺しようと企てたがカケルの作戦にはまってしまい姿を表す。人口太陽を壊されてしまったため怒りで我を忘れて戦車を暴走、崖から転落してしまう。
終盤、グロス城内の墓場のような部屋にてシャーク将軍、Mr.ブラックと共に亡霊として再登場。空を飛ぶ棺桶に乗り、大鎌を振るってカケル達を襲撃するが、大鎌が実体化の源であることをカケルに見抜かれ、ブリンクに乗ったニッチに鎌を奪われたことで他の二人共々消滅した。
テン
声 - 井上瑤
第12話に登場。パープルタウンから少し離れたところに暮らしている少年。アンバータウンだった頃に悪者に医者にかかるためのお金をだまし取られ病気の母親を亡くしてしまった過去がありそれ以来悪者に対しては非常に憎んでいる。ルンパッパに出会ってからはルンパッパの能力を使ってアンバータウンの人々を善人にしてしまった。カケルからルンパッパを便利な道具のように扱っていると諭され逃げ出してしまうが暴走したルンパッパを見てようやく目を覚ましもとに戻ったルンパッパをもう二度とそんなことはしないと誓い泣きながら抱きしめた。
ルンパッパ
声 - 不明
第12話に登場。頭にたてがみがあるイタチのような生き物。悪い心を取り出し食べ善人に変えてしまう能力を持つ。テンが悪者に絡まれていたところを悪い心を食べて助けてやったのが初めての出会いでそれ以降ずっと一緒にいる。テンの命令でパープルタウンのほとんどの人の悪い心を食べてしまいこれ以上取ると自身が暴走してしまうことを恐れカスメールの悪い心だけは取ろうとしなかったが捕獲されてしまったことでやむを得ずカスメールの悪い心を食べる。途端に巨大化、暴走。テンのことも分からず襲いかかってくるがカケルが挑発して食べた悪い心を全部出したことでもとに戻った（悪い心は袋に入れられドラム缶で池に沈められた）
クスネール
声 - 上田敏也
第12話に登場。かつてアンバータウンだった頃に暗黒街のボスとまで呼ばれ、ニッチサッチは大先生として尊敬していた。ルンパッパに悪い心を取られ善人になってしまい町をパープルタウンへと変え今では花の手入れをするなどしてのんびりと穏やかな生活を送っている。悪人だった頃の記憶は一切なくいつから自分がこうなってしまったのか覚えていない。
カスメール
声 - 稲葉実
第12話に登場。パープルタウンに向かう途中でバスに客として乗り込んだがたいの良い男。分け前を貰おうと仲間と共にクスネールの元へ殴りこむがテンと共に現れたルンパッパの能力をとっさに感じ取り逃げ出す。その後匿ってもらったニッチサッチを抱き込みグロス皇帝に売りつけるためにルンパッパを捕獲。だが、ニッチの不手際でルンパッパが出てしまい追いかけられ最終的に悪い心を食べられ善人になった。
ミュケロ
声 - 藤本譲
第13話に登場。ブラウンタウンに住む機関士。ブラウンが領主だった頃は一番の機関士と言われ人々からはミュケロじいさんと尊敬されている。サンタナ陥落とブラウン奪還のため密かに機関車を製作していた。屋敷に向かう際サンタナ要塞列車で攻撃され壊されそうになるがカケルの線路切り替えの手助けで後ろに回り逆に列車に体当たりし屋敷へと激突させた。
サンタナ伯爵
声 - 笹岡繁蔵
第13話に登場。ブラウンの後になった領主。グロス皇帝が姪にきれいな町をプレゼントさせるため目的のためブラウンを幽閉、自身が領主に成り代わりを使い古い町並みのブラウンタウンを廃墟も同然にさせる。また、その姪を迎えるために社交列車を製作しているが実際はミュケロの計画を潰すための要塞列車。ミュケロの機関車を壊そうとするが線路切り替えで前にされてしまいミュケロの体当たりで止めることができず最後には屋敷に激突してしまった。キララ姫のことを知っておりこの回で初めてカケル達はキララ姫がグロス皇帝の姪だと知ることになる。
ブラウン伯爵
声 - 水鳥鉄夫
第13話に登場。ブラウンタウンの前の領主。一ヶ月前にサンタナに幽閉され領主を奪われてしまう。ミュケロとは知り合い。屋敷に忍び込んだニッチサッチにミュケロの計画がバレていることを伝えるよう頼む。
ジョー
声 - 関川真佐美
第14話に登場。レインボータウンに向かう途中バスの前に飛び出してきた少年。大人はうそつきで汚いと思って嫌っている。母親を振り切り家出。レインボータウンで暮らすつもりでいたが心配して追いかけてきた母親の姿を思い出し後悔の念に駆られる。その後丹波の死刑執行を伝えるためにキララ姫と共にパーティ会場に潜り込むが最中に母親が現れ逮捕されそうになるのを庇おうとブキャナンに懇願したが招待客ではないという理由で母親共々地下牢に入れられた。
マリア
声 - 石田純子
第14話に登場。ジョーの母親。丹波のバスに乗り込んだジョーを追いかけてきた。その後疲れきった様子でレインボータウンまでやってきてブキャナンのパーティ会場にてジョーと再会を果たすがパーティを台無しにされたブキャナンの怒りをかいジョー共々地下牢に入れられてしまう。
ブキャナン大統領
声 - 佐々木望
第14話に登場。子供達だけが暮らすレインボータウンを作り上げた大統領。大人が大嫌い。『汚い大人たちを一掃し、子供の子供による子供のためだけの政治』を実現。同じく大人が嫌いな子供達からは尊敬されている。子供達を探しに来た親たちはすべて地下牢に閉じ込めている。常にマスクを着用で発作持ち。実は正体はれっきとした大人。元々おもちゃで遊ぶのが好きだったらしく周りの大人たちから嘲笑されおもちゃも取り上げられてしまい復讐を決意。その時にグロス皇帝から子供になれる機械をもらい子供に成りすましていた。だが、定期的に使わなければ子供の姿は維持できず顔だけは大人だった。
マスター
声 - 上田敏也
第14話に登場。レインボータウンにあるレストランの経営をしている男性。この町で暮らすことを許されている唯一の大人。この町に初めてやってきたカケル達（特に丹波とニッチサッチ）に子供達には逆らわないよう忠告をしてくれる。
ロバート
声 - 内海賢二
第15話に登場。ゴールドバレーに向かう途中に道路で倒れていた冒険家。20年ほど前から家族を残しヒッチハイクをしながらあちこちの伝説を追って旅をしている。インディという息子がいてカケルに似ているらしく初めてあったときは息子と勘違いしていた。長い間闇の箱舟と光の箱舟伝説を追っており父親が闇の箱舟に幽閉され闇の川に流されてしまったことを知り、それと対の光の箱舟を探す協力をしてくれる。シャークの邪魔があったものの、少しだけ光の箱舟を発見できたことを感謝し、落ち込むカケルに希望を持ち続け、あきらめないことと励まし新たな伝説を求め別れる。
シャーク将軍
声 - 筈見純
第15話に登場。グロス皇帝の部下。めいを受け、春彦を幽閉し闇の川に流すために闇の箱舟を発見。その後カケル達が追いかけられないよう光の箱舟を探し出し破壊しようとしていた。カケル達を泳がせ箱舟を発見し爆弾で破壊、カケル達を道連れにしようとしたがブリンクの機転で失敗し、爆発の影響で箱舟と洞窟が崩れ共に消えていった。
ガロト
声 - 羽村京子
第16話に登場。ミントグリーンに住む占い師。かつて百発百中当てる占いの天才少年と呼ばれていたが、2年前の大地震の占いをした際に失敗、町を大パニックにさせてしまいそれ以降自信をなくし全く占いをできなくなってしまった。だが、それがポポロンの策略だったことを知り、カケルの必死の願いとトランプン大占星術師の後押しで自信を取り戻り再び占いの能力が開花した。
トランプン大占星術師
声 - 京田尚子
第16話に登場。ミントグリーンに向かう途中でバスに乗り込んだ老女。カケルに闇の川のことをガロトに占ってもらうよう進める。実はポポロンよりもはるかに格が高い大占星術師でガロトに再び占いに自身が持てるよう促していた。ガロトの優れた占い能力を見抜いており将来の後継者として考えている。
ポポロン塾長
声 - 津嘉山正種
第16話に登場。今のミントグリーンで一番と言われている占い師。グロス皇帝の配下で町の占い師達に闇の川の占いを禁止させた。ガロトを妬み2年前に水晶獣に細工し、占いが失敗するよう仕向けた。大占星術師になりあらゆる国の占い師を支配し富を得ることが夢であり、邪魔者であるトランプン大占星術師を追放させるためカケル達を利用暗躍しようとしてた。だが、カケル達に見つかり追い詰められてしまい滝壺へと逃げてしまった。
水晶獣
声 - 不明
第16話に登場。ガロトが大事にしている占いをすることができる珍しい動物。体が水晶玉で龍のような頭と尻尾がある。昔は占い師のほとんどが持っていたらしいが今はガロトのみ。優れている占い師にしか扱えず、ガロトが自信をなくして以降ずっと眠り続けていた
ウンモ
声 - 秋山るな
第17話に登場。ミルキーホワイトの空中神殿に住んでいる巫女。キララ姫より年下でまだまだ遊びたい盛。神殿の人たちがかまってくれないため日々寂しい思いをしていたがブリンクを一目見て気に入り、ラーの計らいで遊び相手になってもらう。幼いながらも廃れていく神殿と下の町の人たちを気にしている。ラーたちが神殿を救うという願いのためにブリンクを生贄に捧げることを知り阻止するために自らも生贄になろうとする。だが、『かわいい巫女様をこんな崩れかけた神殿に住まわせておけない』と町の人たちが復興に協力する言葉に満面の笑みを浮かべた。後日、カケル達の旅立ちを見守るウンモの周りには沢山の同い年の友達に囲まれていた。
ラー
声 - 加藤正之
第17話に登場。長きにわたり神殿に仕えてきた神官。常に廃れゆく神殿の行く末を考えており、自身が見習い騎士だった頃の賑わいを取り戻したいと思っている。闇の川に青い子馬を生贄に捧げることで願いが叶うという儀式をルールに促される形でブリンクを生贄に実行しようとするがカケルとウンモの儀式を阻止してブリンクを救おうとする行動を見て今回と今までの過ちに気づき、町の人たちにも頭を下げる。後日、町の人たちと仲良く神殿整備をしていた。
ルール
声 - 大滝進矢
第17話に登場。空中神殿を警護している騎士隊長。非常にプライドが高くカケル達や町の人たちにも傲慢で見下した態度をとる。落下した柱を回収するため下に降りてきた時にブリンクを見て伝説の青い子馬を思い出し反抗的な態度をとったとしてカケル達ごと身柄を拘束、連行。ルールに儀式を促すが最中に阻止せんと現れたカケルとウンモを捕まえたが足場が崩れ転落。カケルに助けられるのを頑なに断ろうとするが『名誉が、神殿騎士がなんだ』という言葉に目を覚ましカケルと協力して危機を脱する。後日、町の人たちと仲良く神殿整備をしていた。
フラ
声 - 高田由美
第18話に登場。エメラルドタウンで造花の店を開いている少女。本物の花は自然に咲いているほうが綺麗だと本物の花を使い商売するやり方を嫌い、造花を作っている。父親のロックベラーとは商売と珍しい花を押し花にすることで意見の衝突があり良好ではない。幼い頃にエメラルドの森で皆既月食の夜の僅かな時間しか開花しない幻の闇の花を見たことがあり、以来荒らされないよう父を始め誰にも話さず守ってきたがカケルの事情を知り咲く場所を教える、だが、それを父親に聞かれてしまい止めようとカケル達と共に森へ向かう。底なし沼にはまった父親を命がけで助けようとしたりニッチサッチに責められたのを庇ったりと決して嫌っているわけではない。最後は父親と和解、共に自然の花を保護していくことを約束した。
ロックベラー
声 - 寺島幹夫
第18話に登場。フラの父親。フラと違い本物の花を使って荒稼ぎしか考えていない。また、珍しい花を押し花にする趣味がある。自分のやり方には口を出さないという約束でフラに造花の店を持たせる。幻の闇の花をコレクションに欲しがっていたがカケルとフラの会話を盗み聞き森へ乱獲に向かう。先回りしたフラに阻止されるも強行突破、闇の花を取ろうとしたが底なし沼にはまってしまう。それを顧みずに助けにきたフラの行動と『花が本当は好きなのよ、そうでしょパパ』という言葉にようやく目を覚ましフラと共に底なし沼から脱出を試みる。カケル達に助けてもらった後、自分のせいで闇の川に行く事ができなかったお詫びに闇の獏の存在を教えた。最後はもう悲しませないとフラと和解し共に花を守っていくことを誓った。
バズ
声 - 小林修
第19話に登場。ウルトラマリンの草原で闇の獏を狙っているハンター。別名死神バズ。狙った獲物は絶対に逃さないという凄腕のハンターとして有名。ハンターになる前は息子のジャンと普通の親子として日々暮していた。
ジャン
声 - 渡辺久美子
第19話に登場。バズの息子で回想シーンにのみ。
闇の獏
声 - 不明
第19話に登場。
ウルトラマリンの草原
声 - 不明
第19話に登場。鮮やかな青緑色をしていて小さな草原で移動をする。形は草に見えるがちゃんとした生き物であり、汚いものを非常に嫌い自分の周りが汚れると綺麗なところへ移動する。人間を包み込み眠らせることができる。闇の獏とはなんらかの関係があり獏の呼びかけに反応して現れたりもする。
アフロ
声 - 水谷優子
第24話に登場。海底都市パールムーに住む長老の一人娘。外の世界に興味津々で、よく人魚の姿になって海を泳ぎ回ったりカケルから地上の話を聞きたがっている。パールムーという球体に悲しみや苦しみを吸い取ってもらい、幸せに暮らす長老たちの考えや行動にそれで本当に幸せなのかと疑問を抱いている。カケルと間違えられて敵に捕えられた時も強気の態度を見せており、かなり勇敢な性格。
ナナ
声 - 安永沙都子
第26話に登場。スカーレット川付近で暮らしている女性。元は昆虫学者。虫嫌いのグロス皇帝に虫を殺されてから、その復讐のため生き残ったホタル蝶を密かに増やし続けていた。集団羽化すると凶暴になるホタル蝶を利用し、その隙をついてグロス皇帝に挑んだが、爆発で死んだホタル蝶たちを見て間違いにようやく気づく。ホタル蝶の凶暴化を防ぐ研究と保護のため、そのまま残った。
スピカ
声 - 真柴摩利
ディビーズグレイ村に向かう途中であった冒険四人組の一人で連絡係。洞窟の中でメンバーと逸れてしまっていた間、カケルをリーダーとして慕っていた。最年少のため怖がりで泣き虫なので、キルダからは「いつまでたっても連絡係止まりなのだ」と言われている。
パティ
声 - 池本小百合
プルシャンブルーで弟と二人で飛行機を作っている泣きぼくろのある美しい女性。飛行機でグロス皇帝に支配されている村を出るつもりだったが、亡き父の写真の裏から飛行機の設計図を見つけ、二度と出られない刑務所の人たちを救うために作っていたことを知る。父の意志を継ぎ、カケルたちの協力で無事助け出すことに成功した。
キャット
声 - 高山みなみ
パティの弟。二人で歩行機を作り村を出て行こうとしていた。刑務所にいる父を助けて欲しいと頼みにきていたパースとよく口喧嘩をしている。
カネアリ、秘書
声 - 荒川太郎
メイド
声 - 安藤ありさ
守衛の声
声 - 小野健一
ジュリー、アンドレ
声 - 折笠愛
黄金の鳥、母馬
声 - 宗形智子
ブリンクの母親。ブリンクより大きな体で黄金の毛色。一話にてカケルをブリンクを助けてくれた人とは知らず襲ってきた。後に闇の城への入り口を見つけた時には、ブリンクを見守るため黄金の鳥に姿をかえ登場する。
男A
声 - 福田信昭
客
声 - 井上喜久子
子供
声 - 天野由梨
女の子
声 - こおろぎさとみ
係員、子供
声 - 渡辺久美子
ジョー
声 - 関川真佐美
編集者
声 - 稲葉実
じっちゃん
声 - 伊井篤史

## スタッフ
- 原作・総監督・キャラクターデザイン - 手塚治虫
- 監督 - 原征太郎
- シリーズ構成 - 柳川茂
- 作画・チーフアニメーター - 宇田川一彦
- 美術監督 - 岡田和夫
- 音楽 - 芹澤廣明
- サブキャラクターデザイン - 瀬谷新二
- メカニックデザイン - 荒牧伸志、山根公利
- 色彩設計・色指定 - 藤田理香、木原悦郎、板坂泰江、久保田光俊、岩崎静子、佐久間クミ子、村井佐東美
- 特殊効果 - 田中孝夫、前川孝、木原悦郎、丹後千弘、富井太、奥村友規、柴田睦子、義山正夫、干場豊、村上正博
- 録音監督 - 清水勝則
- ミキサー - 星野敏昭
- 効果 - 野口透（アニメサウンド）
- 録音調整 - 西澤規夫
- 録音助手 - 山口佐織
- 録音スタジオ - 二分坂スタジオ
- 録音制作デスク - 鈴木祐子
- 録音制作 - ザックプロモーション
- 編集 - 尾形治敏、井上和夫、渡瀬祐子、林美都子、瀬山武司、坂井徹、宗像教全、松村将弘、山田美明、小原明子、植竹正幸、薩川昭夫
- 制作担当 - 伊原英夫
- 制作 - 栗田博行、金子恒彦、前島翔一、坂井茂生、伊原英夫
- アニメーション - 手塚プロダクション
- アニメーションプロデューサー - 松谷孝征、由井正俊
- 企画・制作 - NHK
- 共同制作 - NHKエンタープライズ

## 主題歌
オープニングテーマ「瞳のなかの未来」
作詞 - 田口俊 / 作曲 - 上田知華 / 編曲 - 萩田光男 / 歌 - 南野陽子
エンディングテーマ「負けないで勇気」
作詞 - 森雪之丞 / 作曲 - 後藤次利 / 編曲 - 米光亮 / 歌 - 中山忍

### 挿入歌
「MAYBE TOMORROW」（第13話）
作詞・作曲・歌 - 川島だりあ / 編曲 - 丸山恵市
「WINDING ROAD」（第16話、第32話）
作詞 - 麻生圭子 / 作曲 - 芹澤廣明 / 編曲 - 丸山恵市 / 歌 - 川島だりあ
「明日を夢見て」
作詞 - 及川恒平 / 作曲・編曲 - 芹澤廣明 / 歌 - 姫乃つやや
「天使のわがまま」
作詞 - 及川恒平 / 作曲・編曲 - 芹澤廣明 / 歌 - 姫乃つやや
「愛こそ地球を救うのさ」
作詞 - 及川恒平 / 作曲・編曲 - 芹澤廣明 / 歌 - Donimo&Konimo

## 各話リスト
| 話数   | 放送日         | サブタイトル                                    | 脚本       | 絵コンテ   | 担当演出       |
| ------ | -------------- | ----------------------------------------------- | ---------- | ---------- | -------------- |
| 第0話  | 1989年 3月31日 | “青いブリンク”出発進行 -手塚アニメの魅力-       |            |            |                |
| 第1話  | 4月7日         | はるかなる出発                                  | 柳川茂     | 矢沢則夫   | 殿勝秀樹       |
| 第2話  | 4月14日        | グレイ牧場の秘密                                | 山田隆司   | 殿勝秀樹   | はしもとなおと |
| 第3話  | 4月21日        | ローズ館の人質                                  | 水出弘一   | 山谷光和   | 五月女有作     |
| 第4話  | 4月28日        | 傾いたアイボリー城                              | 山田隆司   | 矢沢則夫   | 岡崎幸男       |
| 第5話  | 5月5日         | イエロー砦の妖怪ドギツラ                        | 原田菜緒子 | 山崎和男   | 殿勝秀樹       |
| 第6話  | 5月19日        | ブルータウンの不思議な果実                      | 柳川茂     | 真下耕一   | はしもとなおと |
| 第7話  | 5月26日        | 激突!モスグリーン・カーレース                   | 山田隆司   | 山崎和男   | 五月女有作     |
| 第8話  | 6月9日         | 誘惑の島・コバルト                              | 原田菜緒子 | 山谷光和   | 浦田保則       |
| 第9話  | 6月16日        | 戦う国・レッドバル                              | 水出弘一   | 殿勝秀樹   | 殿勝秀樹       |
| 第10話 | 6月23日        | 不思議な森・セピア                              | 山田隆司   | 矢沢則夫   | はしもとなおと |
| 第11話 | 6月30日        | 三原色の町・テラス                              | 柳川茂     | 青木康直   | 藤みねお       |
| 第12話 | 7月7日         | パープルタウンのハート泥棒                      | 柳川茂     | 浅田裕二   | 大庭秀昭       |
| 第13話 | 7月14日        | ブラウンタウンの要塞列車                        | 水出弘一   | 殿勝秀樹   | 殿勝秀樹       |
| 第14話 | 7月21日        | 子供だけの町 レインボータウン                   | 山田隆司   | 高田三郎   | 元永慶太郎     |
| 第15話 | 7月28日        | ゴールドバレーの光の箱船                        | 山田隆司   | 西牧秀雄   | 森山大志       |
| 第16話 | 8月4日         | 占いの町・ミントグリーン                        | 水出弘一   | 五月女有作 | 五月女有作     |
| 第17話 | 8月25日        | ミルキーホワイト・空中神殿の秘密                | 杉原めぐみ | 藤原洋英   | 殿勝秀樹       |
| 第18話 | 9月1日         | 咲くか!?エメラルド森の闇の花                    | 柳川茂     | 鈴木幸雄   | 鈴木幸雄       |
| 第19話 | 9月8日         | 闇の川へ!不思議なウルトラマリンの草原!!         | 柳川茂     | 西牧秀雄   | 山田雄三       |
| 第20話 | 9月15日        | 動物王国・ハービーグリーン                      | 山田隆司   | 高田三郎   | 元永慶太郎     |
| 第21話 | 9月22日        | イエローオーカー・緑と花の消えた町              | 柳川茂     | 西牧秀雄   | 五月女有作     |
| 第22話 | 10月6日        | 愛の飛行機!プルシャンブルーの空を飛べ!!         | 城山昇     | 鈴木幸雄   | 鈴木幸雄       |
| 第23話 | 10月13日       | ディビーズグレイの伝説!ブリンクが化石になった!! | 水出弘一   | 藤森一真   | 吉村文宏       |
| 第24話 | 10月20日       | 海底都市 パールムーの人魚姫                     | 杉原めぐみ | 殿勝秀樹   | 元永慶太郎     |
| 第25話 | 10月27日       | オペラタウンに消えたブリンク                    | 山田隆司   | 三沢伸     | 藤川茂         |
| 第26話 | 11月3日        | よみがえれ!スカーレット川のホタル蝶             | 柳川茂     | 鈴木幸雄   | 鈴木幸雄       |
| 第27話 | 11月10日       | 不思議!冒険の城インジゴ                         | 城山昇     | 西牧秀雄   | 高瀬節夫       |
| 第28話 | 11月17日       | 愛よ再び!ワインレッド海の死闘                   | 山田隆司   | 前田瑞穂   | 五月女有作     |
| 第29話 | 12月1日        | 敵か味方か!?オレンジストーンの名探偵            | 柳川茂     | 五月女有作 | 木下ゆうき     |
| 第30話 | 12月8日        | さがせ真実の鍵!ダークパープル湖の遺跡           | 山田隆司   | 鈴木幸雄   | 棚沢隆         |
| 第31話 | 12月15日       | 黄金のゴールドアンバー谷                        | 柳川茂     | 高木真司   | 元永慶太郎     |
| 第32話 | 1990年 1月19日 | さかさまの町スカイブルー                        | 杉原めぐみ | 鈴木卓夫   | 吉村文宏       |
| 第33話 | 1月26日        | 再会!闇の牢の母と子                             | 柳川茂     | 五月女有作 | 五月女有作     |
| 第34話 | 2月2日         | カケルひとりぼっち!悪夢と闇の海!!               | 柳川茂     | 鈴木幸雄   | 鈴木幸雄       |
| 第35話 | 2月16日        | 最強の戦士・黒い武者                            | 城山昇     | 久保多美子 | 高瀬節夫       |
| 第36話 | 2月23日        | 闇の城へ!勇気を持って立ち向かえ                 | 中田裕子   | 鈴木卓夫   | 吉村文宏       |
| 第37話 | 3月2日         | ホロ王子・ブロンズのワナ                        | 杉原めぐみ | 殿勝秀樹   | 殿勝秀樹       |
| 第38話 | 3月9日         | 光と闇のグロス城                                | 柳川茂     | 石黒育     | 石黒育         |
| 第39話 | 3月16日        | 果てしない旅 さようならブリンク                 | 柳川茂     | 殿勝秀樹   | 五月女有作     |

放送休止
- 1989年5月12日：NHKスペシャル「外国人労働者・円高ニッポンの困惑」
- 1989年6月2日：7時のニュース・天気予報「組閣情報」～総理官邸から中継～
- 1989年8月11日：海外自然シリーズ「アマゾンの森と生き物たち」
- 1989年8月18日：アイデア対決・ロボットコンテスト「全国高専20校・白熱の頭脳対決」
- 1989年9月29日：NHKスペシャル 3夜連続9時間生放送「いま政治を問う 連続討論“消費税”」（その1）
- 1989年11月24日：1989年NHK杯国際フィギュアスケート競技大会「ペア・オリジナル」「男子シングル・オリジナル」「女子シングル・オリジナル」
- 1989年12月22日：美空ひばり・永遠の歌声 ～第3夜・喝采のなかのひばり～
- 1989年12月29日：'89ニュースハイライト
- 1990年1月5日：ジェシカおばさんの事件簿「八百長は死で報われる」
- 1990年1月12日：NHKスペシャル「横綱栃錦～春日野清隆の相撲道」
- 1990年2月9日：ポール・ダニエルズ・マジック・ショー

## エピソード
「カケルがブリンクから『勇気』をもらって困難を乗り越える」というコンセプトだったが、「勇気は自分自身を奮い立たせて得られるものであって、他者から貰うものではない」という批判が放送当時『アニメージュ』の読者欄に寄せられた。ただし、「勇気をあげる」としてブリンクの発する光は実はただの電気であり、暗示によってカケル自身を奮い立たせている。

## ゲーム
放送終了後の1990年4月27日、PCエンジン用のアクションゲームとして発売。テレビ本編とは違ったもう一つのエンディングも収録。メーカーはハドソン、形式はHuCARD。定価は6200円。